# Raabandhihuraa
Raabandhihuraa ist eine kleine Insel des Mulaku-Atolls im Süden des Inselstaates Malediven in der Lakkadivensee des Indischen Ozeans.

## Geographie
Die Insel liegt im Westsaum des Atolls mit weitem Abstand nach Thuvaru im Süden. Sie ist leicht zum Innern der Lagune im Osten versetzt.